# Lúcio Valério Flaco (cônsul em 131 a.C.)
Lúcio Valério Flaco (em latim: Lucius Valerius Flaccus) foi um político da gente Valéria da República Romana eleito cônsul em 131 a.C. com Públio Licínio Crasso Dives Muciano. Era filho de Lúcio Valério Flaco, cônsul em 152 a.C., e pai de Lúcio Valério Flaco, cônsul em 100 a.C..

## Carreira
Em 131 a.C., foi eleito cônsul com Públio Licínio Crasso Dives Muciano, que era o pontífice máximo, e, por ser um flâmine marcial, não pôde participar da campanha militar contra Eumenes III, um pretendente ao Reino de Pérgamo, agora incorporado à República Romana. Apesar diz, lutou para liderar a companha, mas seu colega, na posição de pontífice máximo, lhe impôs uma pesada multa se ele abandonasse suas funções sacerdotais. O comícios, perante os quais Flaco apresentou seu caso, anularam a multa, mas reafirmaram que Flaco devia obediência a Crasso em todos os aspectos religiosos.
É possível que ele tenha sido a mesma pessoa que o questor Marco Emílio Escauro queria denunciar, mas não se sabe se Escauro foi questor durante o pretorado ou consulado de Flaco.